# Varney il vampiro
Varney il vampiro, o Il banchetto di sangue (nell'originale inglese Varney the Vampire; or, The Feast of Blood) è un romanzo gotico a puntate di epoca vittoriana, scritto da James Malcolm Rymer (ma viene attribuito anche a Thomas Preskett Prest), pubblicato per la prima volta nel 1845-1847 in forma di opuscolo di poco prezzo, quale esempio di quello che all'epoca era definito il genere "penny dreadful" ("letteratura da due soldi", di scarsa qualità, che costava, appunto, un penny).
La storia, di smisurata lunghezza (l'edizione originale consisteva di 868 pagine in doppia colonna, divise in 220 capitoli), venne pubblicata in volume nel 1847. Nonostante la scarsa qualità letteraria, Varney il vampiro è un lavoro piuttosto omogeneo. L'opera ha introdotto svariati topos presenti nella letteratura sui vampiri ancora riconoscibili ai lettori attuali.
L'ambientazione è piuttosto confusa: sebbene la vicenda si svolga evidentemente nella prima metà del XVIII secolo, vi sono riferimenti anche alle guerre napoleoniche e altri indizi che indicherebbero una contemporaneità con il periodo in cui fu scritto il libro, e cioè gli anni 1845-1847.

## Trama
Sir Francis Varney, il protagonista, perseguita la famiglia Bannerworth, un tempo ricca e ora vicina alla rovina economica a causa del capofamiglia da poco scomparso. All'inizio la famiglia Bannerworth è composta dalla vedova, Mrs. Bannerworth, e i tre figli adulti, Henry, George e Flora (ma George non viene mai più nominato dopo il trentaseiesimo capitolo). Nei primi capitoli vive con loro anche un amico di famiglia, Mr. Marchdale; in seguito si stabiliscono da loro anche il fidanzato di Flora, Charles Holland, e suo zio, l'Ammiraglio Bell, assieme all'aiutante di questi, il buffo Jack Pringle.

### Il personaggio di Varney
Sebbene i primi capitoli forniscano il motivo tradizionale della sete di sangue come spiegazione delle azioni di Varney contro la famiglia Bannerworth, successivamente sembra che Varney sia spinto da interesse economico. La storia è a tratti confusa, come se l'autore non sapesse decidersi se fare di Varney un vero vampiro o solo un essere umano che si comporta come tale. Varney somiglia moltissimo a un uomo il cui ritratto si trova a Bannerworth Hall, e quindi potrebbe trattarsi di un certo Marmaduke Bannerworth (o Runnagate Bannerworth, nel corso del romanzo sono frequenti le confusioni di nomi), ma questa connessione non viene mai chiarita del tutto. Varney mostra di odiare la propria condizione, ma a un certo punto trasforma Clara Crofton, membro di un'altra famiglia da lui terrorizzata, in un vampiro per vendetta.
Nel corso del libro, comunque, Varney viene presentato con crescente simpatia e come vittima delle circostanze. Cerca di raggiungere la salvezza, ma senza esserne in grado. Alla fine si suicida gettandosi nel Vesuvio, dopo aver lasciato un racconto scritto della sua storia. Stando a questa versione, Varney venne maledetto con la condanna al vampirismo dopo aver tradito un lealista a Oliver Cromwell e aver accidentalmente ucciso il proprio figlio in uno scatto d'ira, ma egli comunque "muore" e resuscita diverse volte nel corso della sua esistenza, fornendo così all'autore l'opportunità per scrivere un gran numero di spiegazioni diverse sulla sua origine. In una di queste, uno studente di medicina di nome Dr. Chillingworth applica il galvanismo sul cadavere di Varney, morto impiccato, rivitalizzandolo: questa sotto-trama ha un'ovvia somiglianza con la storia narrata in Frankenstein di Mary Shelley, e ancora di più con gli adattamenti cinematografici di quel romanzo (nel romanzo infatti l'elettricità non è uno dei mezzi usati da Frankenstein per creare il mostro).

## Influenza
Varney esercitò una grande influenza sulla successiva letteratura sui vampiri, in particolare su Dracula (1897) di Bram Stoker. Molti degli ancora attuali stereotipi sui vampiri hanno la loro origine in Varney: Varney ha zanne, e lascia due segni sul collo delle sue vittime, ha il potere di ipnotizzare e una forza sovrumana. A differenza dei vampiri di altre opere della fantasia, invece, è in grado di spostarsi anche alla luce del giorno e non è terrorizzato dalla croce o dall'aglio. Può mangiare e bere come un uomo normale per camuffarsi, ma è lui stesso a dire che il cibo umano non lo nutre. Il suo vampirismo parrebbe manifestarsi quando le sue energie vitali sono vicine a esaurirsi: nell'intervallo tra i momenti in cui succhia sangue è una persona normale.
Varney è anche il primo esempio di vampiro che detesta la propria condizione, di cui però è pur sempre schiavo, un archetipo sfruttato poi svariate volte in romanzi e film: altri esempi possono essere la contessa Zaleska nel film La figlia di Dracula (1936), Barnabas Collins nella soap opera statunitense degli anni sessanta Dark Shadows, Mick St. John nel serial Moonlight, Louis de Pointe du Lac nel romanzo Intervista col vampiro di Anne Rice, il personaggio di Kain nel videogioco Legacy of Kain, Morbius, il "vampiro vivente", Nick Knight nel serial Forever Knight, Angel e Spike della serie televisiva Buffy l'ammazzavampiri, Bill Compton nei romanzi del Ciclo di Sookie Stackhouse della scrittrice Charlaine Harris.
Anche gli autori della Marvel Comics trassero ispirazione da questa storia: nell'Universo Marvel, "Varnae" è il nome del primo vampiro creato dal popolo di Atlantide prima che questa affondasse. Inoltre, il Varney originale fa un'apparizione come servitore della Fata Morgana nelle pagine di Dottor Strange.
L'unica componente del gruppo musicale darkwave tedesco Sopor Aeternus & The Ensemble of Shadows, Anna-Varney Cantodea, ha scelto il suo nome d'arte ispirandosi a Varney il vampiro.
Nel sesto episodio della prima stagione della serie TV Penny Dreadful il professor Van Helsing mostra una copia delle uscite originali dell'opera definendola: "Letterariamente insipida ma, come mezzo di divulgazione del folklore balcanico, non priva di meriti. Il Sig. Rymer non ha colto i fatti ma ha colto la verità" procedendo poi alla descrizione dei tratti caratteristici del vampiro mantenendo la visione del racconto stesso.
In Italia Varney il vampiro è stato pubblicato in tre volumi dalla casa editrice Gargoyle Books nel 2010.
Il personaggio di Varney appare inoltre nella serie a fumetti Dampyr, in una storia in due parti raccontata sui numeri 52 e 53 della serie regolare ed ispirata, per personaggi e situazioni, al romanzo originale.
Un vampiro di nome Varney compare anche nella quarta stagione della serie animata Netflix Castlevania, come fedele seguace di Dracula, rivelandosi poi essere in realtà la Morte.